# Ƣafurov
Ǧafurov (traslitterato anche Ghafurov o Gafurov; in tagico Ғафуров?) è una città del Tagikistan, situata nella regione del Suǧd.